# Johann Schmitt-Ecker
Johann Schmitt-Ecker (* 23. März 1893 in Lisdorf; † 25. Januar 1980 ebenda) war ein deutscher  Verbandsfunktionär und Präsident der Landwirtschaftskammer des Saarlandes.

## Leben
Johann Schmitt-Ecker war der Sohn des Landwirts Jakob Schmitt und dessen Ehefrau Gertrud Groß.
Nach dem Besuch der Volksschule in seinem Heimatort begann er eine Ausbildung im elterlichen landwirtschaftlichen Betrieb und dem theoretischen Unterricht an der Landwirtschaftsschule Saarlouis. Er musste Kriegsdienst leisten und gründete danach einen eigenen Betrieb. Er war politisch aktiv und wurde Mitglied im katholischen Trierer Bauernverein. Ebenso hatte er ein Mandat im Gemeinderat Lisdorf sowie im Kreistag Saarlouis.
Die Französische Militärregierung berief ihn als Mitglied in die Saarländische Landwirtschaftskammer, zu deren Präsident er gewählt wurde.
Schmitt-Ecker war Mitglied der CVP.

## Auszeichnungen und Ehrungen
- Saarländischer Verdienstorden[1]
- Ehrenpräsident der Landwirtschaftskammer des Saarlandes
- Kommerzienrat